# Réflexe photomoteur

Réflexe photomoteur normal

Le réflexe photomoteur ou réflexe pupillaire  est la constriction physiologique de la pupille exposée à la lumière.
Il peut être divisé en deux réflexes : le réflexe photomoteur direct et le réflexe photomoteur consensuel.
- Le réflexe photomoteur direct correspond à la constriction pupillaire (myosis) en réponse à la stimulation lumineuse de la rétine de l'œil éclairé.
- Le réflexe photomoteur consensuel s'observe lors de la constriction pupillaire controlatérale à la stimulation lumineuse.

Ce réflexe fait intervenir la rétine pour la perception du stimulus lumineux, le nerf optique (voie afférente du réflexe) pour la transmission du signal jusqu'au mésencéphale, le noyau d'Edinger-Westphal pour l'intégration centrale et le nerf oculomoteur (voie efférente motrice) pour la constriction pupillaire.
Une anomalie du réflexe photomoteur permet d'avoir une idée de la topographie de la lésion des voies nerveuses impliquées :
- Lors d'une atteinte du nerf optique, il y a abolition des réflexes photomoteurs direct ipsilatéral et consensuel controlatéral à la lésion (l'information « lumineuse » n'est pas transmise au cerveau, la pupille de l'autre œil ne se contracte pas) mais conservation des réflexes photomoteurs consensuel ipsilatéral et direct controlatéral à la lésion (la motricité intrinsèque est intacte).
- Lors de l'atteinte d'un nerf  oculomoteur, les réflexes photomoteurs direct et consensuel ipsilatéraux à la lésion sont abolis par atteinte de la motricité oculaire intrinsèque (une mydriase paralytique unilatérale est souvent le signe d'un engagement temporal).

## Mesure et calcul du réflexe photomoteur
La mesure du réflexe photomoteur a considérablement évolué grâce à la pupillométrie quantitative (qPLR, quantitative Pupillary Light Reflex), une technologie permettant une évaluation objective et reproductible de la réponse pupillaire à une stimulation lumineuse. Contrairement à l’examen visuel traditionnel, souvent subjectif et influencé par l’expérience de l’observateur, un pupillomètre enregistre des paramètres précis tels que l’amplitude pupillaire et sa variation à la lumière, la latence, et la vitesse de constriction pupillaire.
Ces données sont particulièrement utiles en réanimation et aux urgences, où la surveillance neurologique des patients critiques est essentielle. Elles permettent de détecter rapidement des altérations subtiles du système nerveux. Par exemple, chez les patients victimes d’un traumatisme crânien ou en arrêt cardiaque, le qPLR peut aider à affiner le pronostic neurologique.
Parmi les dispositifs de mesure disponibles, le NeuroLight, un pupillomètre fabriqué en France, est un appareil qui ne nécessite pas de consommable et peut être utilisé directement au chevet du patient. Ce type d’appareil non-invasif, qui protège l’orbite oculaire lors de l’examen, est un outil précieux pour les médecins et les infirmiers, notamment dans les situations où le suivi dans le temps de l’état neurologique est crucial pour orienter les décisions thérapeutiques.